# Simfonija br. 2 (Brams)
SIMFONIJA broj 2. D - Dur, opus 73, Johanesa Bramsa.

## Opšte karakteristike
Bramsova Druga Simfonija, nastala je tokom 1877. i 1878. godine i ove potonje premijerno izvedena. To je jedna tipična Simfonija čovekove idile, poznata i kao „Bramsova Pastoralna”. Koncipirana je u četiri stava i trajanja je 40 minuta. Snažnijih zvučnih i ritmičkih pokreta, osim u četvrtom stavu, gotovo i nema, melodijska linija teče gotovo glatko i neupadljivo.

## Analiza dela
Opsežni prvi stav, trajanja 15 minuta, je Allegro non troppo, koji počinje pastoralnim zovom roga i drvenih duvača, na koji se nadovezuje prva tema u oboi i violinama, te druga tema, uspavanka u violama i violončelima. Ovakvo raspoloženje zadržava i razvojni deo stava, a nakon reprize tematskog materijala, stav okončava koda sa ljuljuškavim sekundama u hornama.
Drugi stav je tamni Adagio non troppo, sa karakterističnim motivom violončela, koji slede drveni duvači. Nastupa zatim jedan vedriji Sičilijano u 12/8 taktu, a onda stav ponovo dobija tamniji ton. Prema kraju, naizmenične nastupe raznih instrumenata, završavaju violine, potcrtane udarima timpana.
Treći stav je Allegretto grazioso, koji, tipično za Bramsa, nije nimalo nalik skercu, već više kakvom menuetu. Možda se samo za središnji trio može reći da deluje kao skerco iako sadrži 2/4 takt, koji prelazi u 3/8.
Finalni stav, Allegro con spirito je sušta suprotnost prethodnim stavovima, svojim živahnim, veselim pokretom. To je jedna orkestarska fantazija u kojoj posebno pleni druga tema, marševskog pokreta, koja dovodi do finalnog vrhunca.

## Izvođači
- Berlinska Filharmonija, dirigent: Herbert fon Karajan.
- Mađarski Državni Orkestar, dirigent: Ivan Fišer.
- Bostonski Simfonijski Orkestar, dirigent: Šarl Minš.
- Londonski Festivalski Orkestar, dirigent: Alfred Šolc.
- Južnonemačka Filharmonija, dirigent: Hans Zvarovski.
- Simfonijski Orkestar Radio Televizije Beograd, dirigent: Dejan Savić.

## Literatura
- Walter Frisch. Brahms: The Four Symphonies. New Haven: Yale University Press (2003): 67–90

## Spoljašnje veze
- Symphony No. 2: Scores at the International Music Score Library Project